# كاترين كاميرون
كاترين كاميرون (بالنرويجية البوكمول: Catherine Cameron)‏ هي مصورة نرويجية، ولدت في 2 ديسمبر 1962.